# Нордзел
Нордзел (њем. Nordsehl) општина је у њемачкој савезној држави Доња Саксонија. Једно је од 38 општинских средишта округа Шаумбург. Према процјени из 2010. у општини је живјело 787 становника. Посједује регионалну шифру (AGS) 3257027.

## Географски и демографски подаци
Нордзел се налази у савезној држави Доња Саксонија у округу Шаумбург. Општина се налази на надморској висини од 59 метара. Површина општине износи 6,0 km². У самом мјесту је, према процјени из 2010. године, живјело 787 становника. Просјечна густина становништва износи 132 становника/km².